# 高比良いおり
高比良 いおり（たかひら いおり、1990年1月20日 - ）は、日本のAV女優。

2021年10月より「鈴宮 かなこ（すずみや かなこ）」として活動。

## 略歴・人物
2021年6月、マドンナ専属女優としてAVデビュー。所属事務所はLINX。
3作品に出演後、専属を離れ企画単体女優となるが、7月にはツイッターの投稿が止まり、後に所属事務所のホームページからプロフィールが削除された。
2021年10月、「鈴宮かなこ」（すずみや かなこ、1991年8月14日 - ）に改名し活動を再開。ティーパワーズ所属。

## 出演作品

### アダルトDVD
2021年
- 365日が、発情期―。 動物界で最も性欲が強いウサギ人妻 高比良いおり 30歳 AV Debut!!（6月7日、マドンナ）
- 禁欲生活1か月後、野に放たれたウサギ人妻の激情接吻セックス。（7月7日、マドンナ）
- Madonna専属 絶倫ウサギ人妻 中出し解禁!! 濃密すぎる不倫は暗闇（8月7日、マドンナ）
- 完全プライベート映像 超癒し系性格◎◎◎お姉さん 高比良いおりちゃんと初めての二人きりお泊まり（9月7日、パコパコ団とゆかいな仲間たち）
- 新・償い 5 夫を助ける為に身体を捧げた妻（9月28日、ながえスタイル）
- 【性欲・食欲・睡眠欲】 4 俺の愛人は顔出しNG こう見えて2人の子持ちのシングルマザー こう見えてヤクザの元愛人 こう見えてイキながらの余韻ビクビクがエロすぎてお下品 こう見えて三十路ロリータお尻むっちりオナペット愛しの高比良いおりちゅわーん（10月7日、プラム）